# Кригер, Ли Толанд
Ли Толанд Кригер (англ. Lee Toland Krieger, род. 24 января 1983 г.) — американский режиссёр и сценарист, родом из столицы американской киноиндустрии и телевидения Лос-Анджелеса, штат Калифорния.

## Начало
Ли начал своё становление как режиссёра ещё в 13 лет, когда его сосед, кинопродюсер Стив Перри, привёл его на съёмочную площадку фильма «Исполнительное решение» 1996 года. Позднее юный Кригер поступил, а затем и окончил в 2005 году Школу кино и телевидения Университета Южной Калифорнии.

## Карьера
Первым проектом Ли стал короткометражный фильм с названием «Конец декабря», снятый с бюджетом в 75 000 долларов. За этот фильм он получил награду на фестивале Method Fest в 2006 году. Затем, в 2009 году Кригер выпустил фильм «Порочный вид», он принёс ему многочисленные награды, включая премию нового режиссёра на кинофестивале в Денвере и номинацию на премию «Независимый дух» за лучший сценарий. В 2015 году был выпущен фильм «Век Адалин». Также Ли снимал рекламные ролики и музыкальные клипы. Кроме того, Ли занимался съёмками многочисленных сериалов, таких как «Ривердейл», «Ты», «Леденящие кровь приключения Сабрины», «Тень и Кость».